# ブリストル バッキンガム
ブリストル バッキンガム
- 用途：爆撃機
- 製造者：ブリストル
- 運用者： イギリス（イギリス空軍）
- 初飛行：1943年2月4日
- 生産数：119機
- 派生型：

  - ブリストル ブリガンド
  - ブリストル バックマスター

ブリストル バッキンガム（Bristol Buckingham）は、第二次世界大戦のイギリス空軍向けに開発されたブリストル社製の爆撃機である。

## 概要
ブレニム爆撃機の後継機として開発されたが、搭載していたセントーラスエンジンの不調の為、1944年まで就役できなかった。この間にモスキート爆撃機の配備が進んだ為、本機の利用価値はなくなってしまい大量発注はキャンセルされ119機が製造されたに留まった。この内54機は高速輸送機型として完成した。
また、これとは別に練習機として改設計された機体はバックマスターと呼ばれ、大戦終戦後、ブリストル ブリガンド爆撃機搭乗員養成のため使用された。

## スペック
- 全長： 14.3 m
- 全幅： 21.9 m
- 全高： 5.3 m
- 翼面積： 66.8 m2
- 全備重量： 17,259 kg
- エンジン：ブリストル・セントーラス7 2,520 hp × 2
- 最大速度： 531 km/h
- 実用上限高度：7,620 m
- 航続距離： 5,118 km
- 武装
  - 爆弾1,800kg
  - 7.7mm機銃×10
- 乗員 5名